# Jack Connor
Jack Thomas Connor (né le 21 décembre 1919 à Todmorden dans le Yorkshire de l'Ouest et mort le 5 décembre 1998 à Stockport dans le Grand Manchester), est un joueur de football anglais qui évoluait au poste d'attaquant.
Son fils Jim ainsi que son petit-fils Joe ont tous deux également évolué à Stockport County.

## Biographie
Jack Connor joue principalement en faveur des clubs de Carlisle United, Rochdale et Stockport County.
Il dispute un total de 381 matchs en championnat, inscrivant 201 buts.

## Palmarès
Stockport County
- Championnat d'Angleterre D3 :
  - Meilleur buteur : 1954-55 (40 buts).